# Collegium Theologie

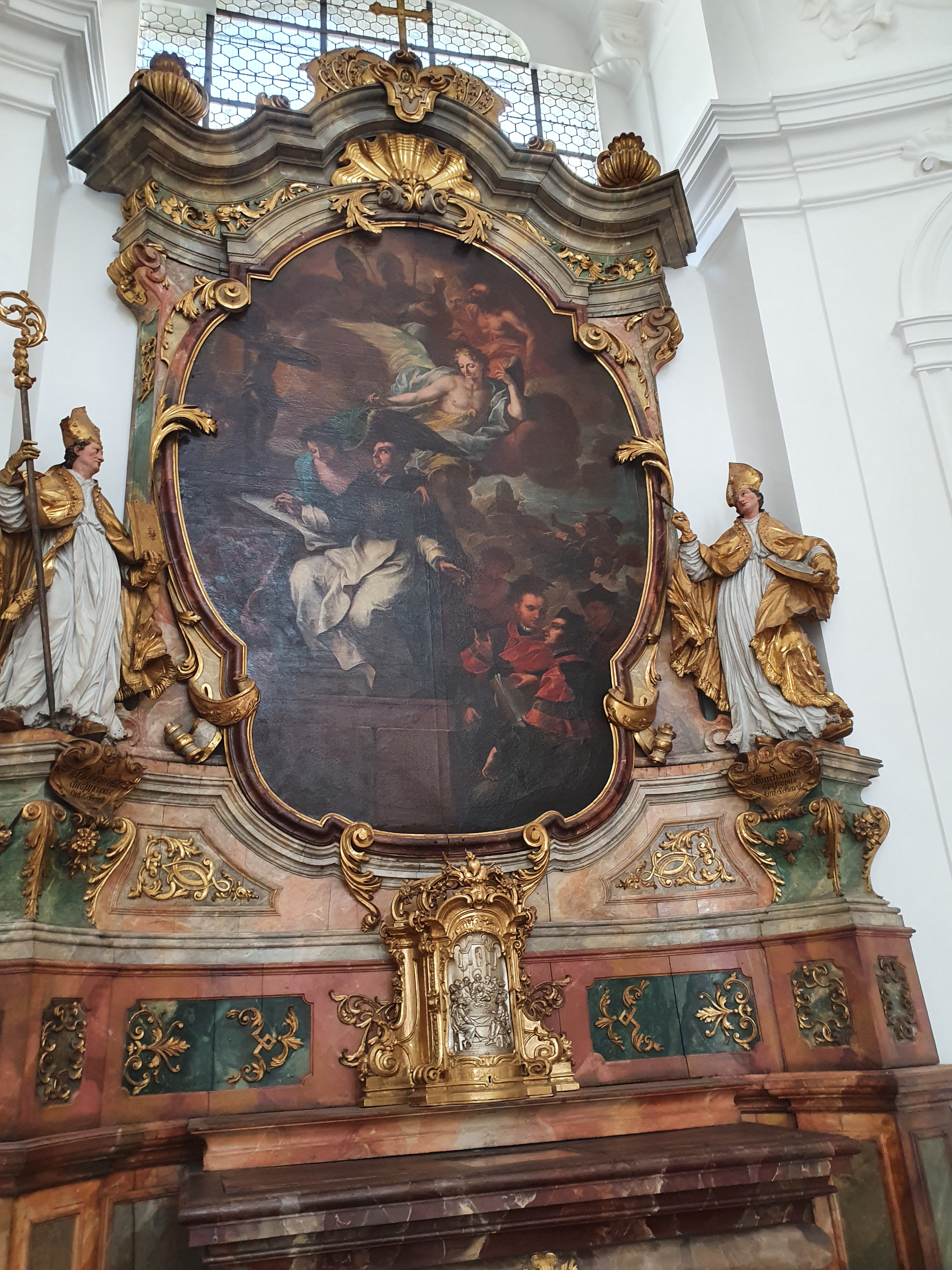
Thomasaltar der Theologischen Fakultät

Die Südostkapelle der Salzburger Kollegienkirche ist der Theologischen Fakultät gewidmet. Auf dem Altarblatt – es trägt die Signatur von Johann Georg Bergmüller und die Jahreszahl 1722 – ist der hl. Thomas von Aquin schreibend dargestellt. Zwei große Engel befinden sich bei ihm; der eine führt dem Heiligen die Schreibfeder, der andere hält einen Lorbeerkranz über sein Haupt. In den Wolken thronen Kirchenväter, rechts unten disputieren Priester-Professoren. Die seitlichen Altarfiguren sind die hll. Isidor und Burkard, beide wurden von Josef Anton Pfaffinger 1719 geschaffen. 
In den Wandnischen befinden sich die Statuen der hll. Gertrud (Meinrad Guggenbichler), Martin, Theresia (beide Pfaffinger) und Walpurga (Guggenbichler).

## Wandnischen-Galerie

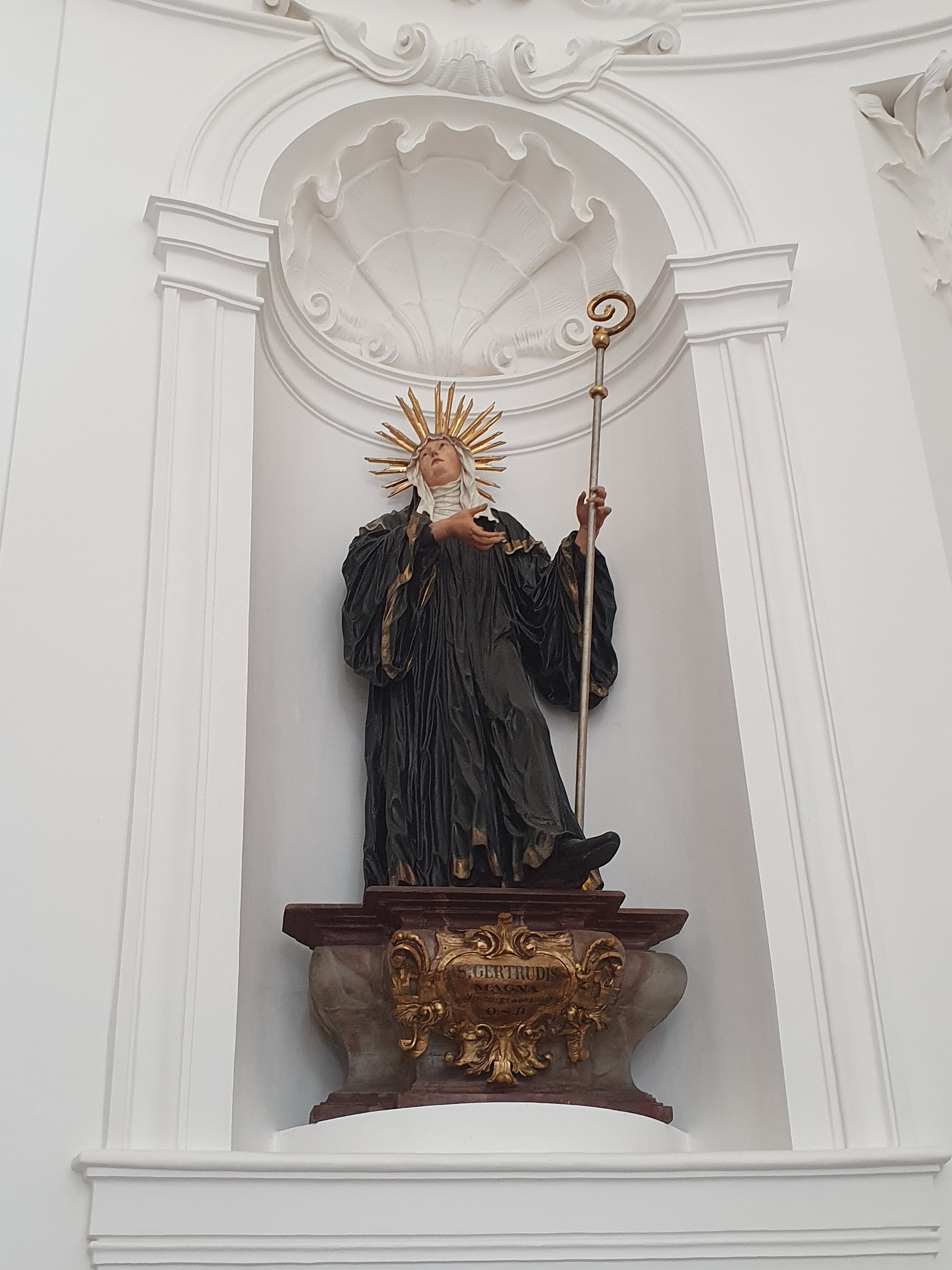
hl. Gertrudis
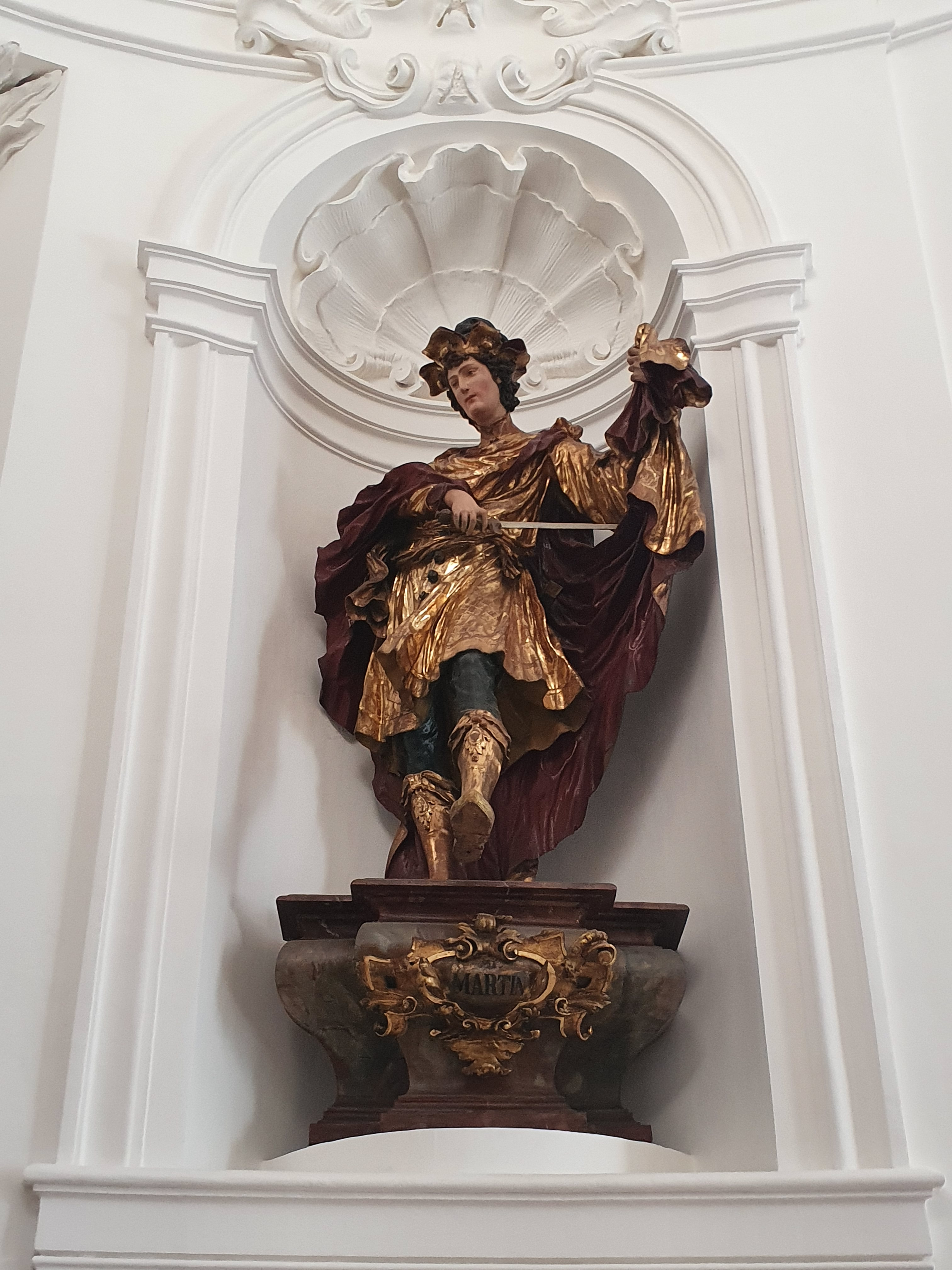
hl. Martin von Tours
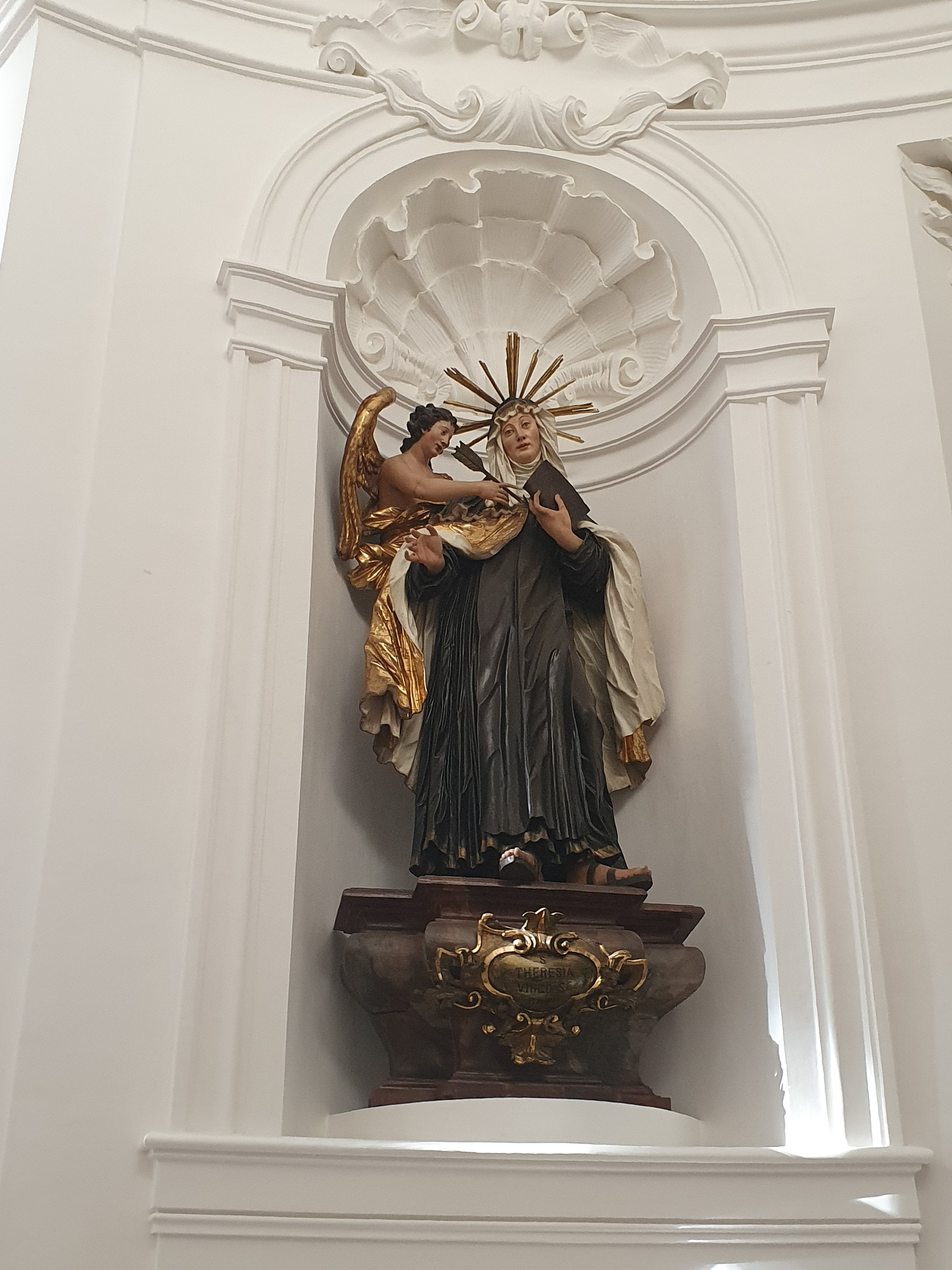
hl. Theresa von Avila
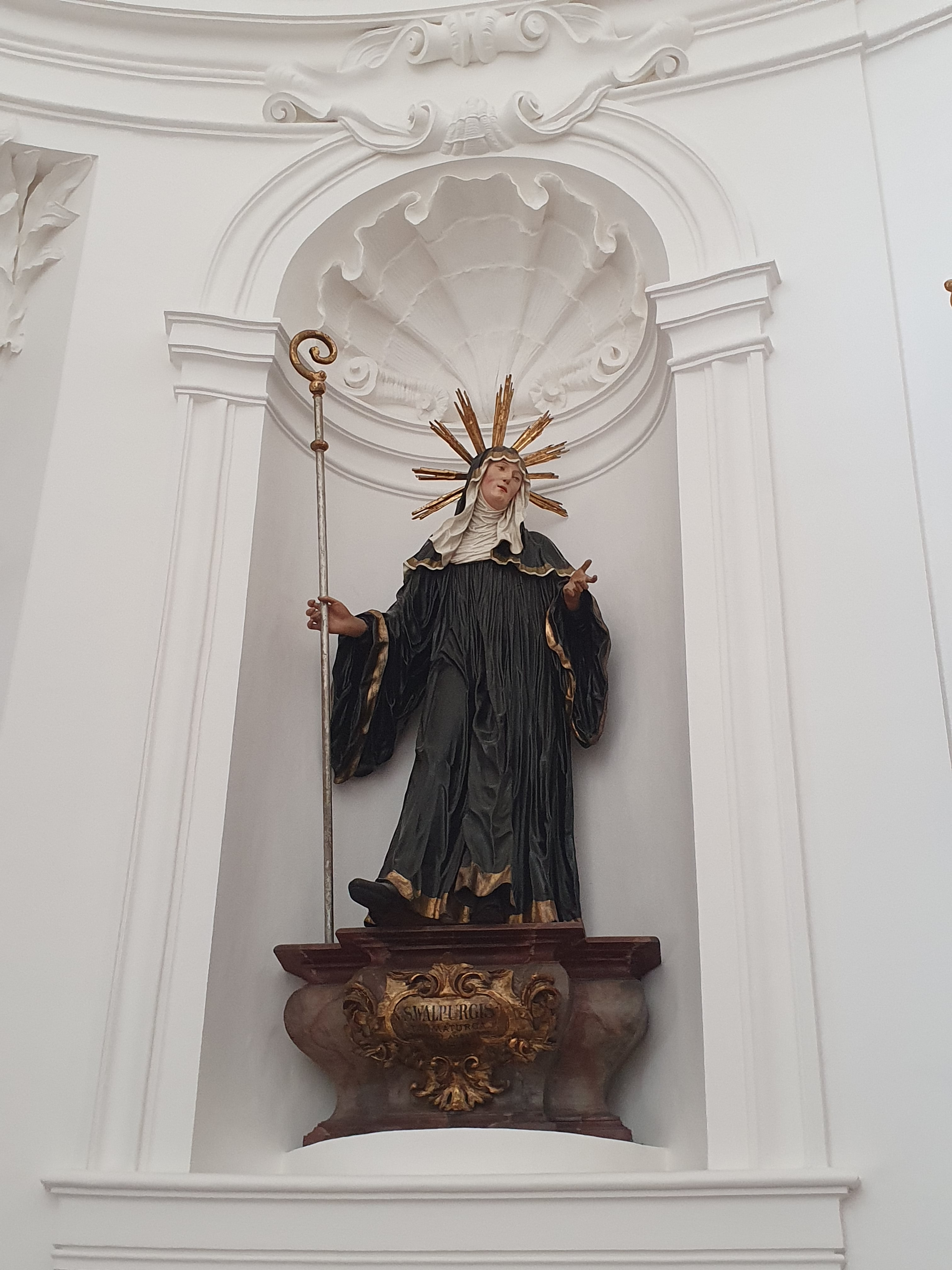
hl. Walpurgis

## Nachweise
1. ↑  Alois Epple, Josef Straßer: Die Gemälde – Johann Georg Bergmüller 1688–1762. Kunstverlag Josef Fink, Lindenberg im Allgäu 2012, ISBN 978-3-89870-521-9, S. 96–97 Kat. G 68 (Werkverzeichnis der Ölgemälde des Malers).
2. ↑  Dehio, Wien 1986, S. 569 f.